# Aeropuerto de Ixiamas
Aeropuerto de Ixiamas  (OACI: SLIX) es un aeropuerto que sirve a la ciudad de Ixiamas en la Departamento de La Paz de Bolivia. Fue construido en base a un presupuesto de 43,5 millones de pesos bolivianos y entregado el 25 de mayo de 2015.
El aeropuerto esta en el lado oeste de la ciudad.

## Aerolíneas y destinos
| Aerolíneas       | Ciudades               | Notas |
| ---------------- | ---------------------- | ----- |
| TAM-EP 1 destino | Nacionales: (1) La Paz | N/A   |

### Destinos nacionales
| Bolivia |                                  |        |
| La Paz  | Aeropuerto Internacional El Alto | TAM-EP |